# Ilybius quadriguttatus
Ilybius quadriguttatus (лат.) — вид жесткокрылых семейства плавунцов.

## Распространение
В Европе вид распространён в следующих странах: Австрия, Белоруссия, Бельгия, Болгария, Британские острова, Хорватия, Чехия, Дания, Эстония, Финляндия, Франция, Германия, Венгрия, Италия, Калининград, Латвия, Лихтенштейн, Литва, Норвегия, Польша, Румыния, Россия, Словакия, Словения, Испания, Швеция, Швейцария, Нидерланды, Украина и Югославия.

## Описание
Жук длиной 10-11,5 мм. Окрашен в чисто чёрный цвет.